# Emergency Service Unit
Bei der Emergency Service Unit (andere Bezeichnungen: Emergency Services Squad (ESS) und Emergency Service Detail) handelt es sich um eine Notfalleinheit einiger Polizeien in den Vereinigten Staaten, vor allem an der Ostküste der Vereinigten Staaten. Sie wird bei Verkehrsunfällen, Gebäudeeinstürzen, Geiselnahmen und ähnlichen Situationen angefordert, in denen Spezialgerät und/oder spezielles Fachwissen gefragt sind. Die ESU umfasst zahlreiche Abteilungen wie etwa eine Diensthundestaffel (Canine Unit), Polizeitaucher, Teams für die notfallmedizinische Erstversorgung, Sprengstoffexperten, Technische Hilfe (Specialized Equipment Rescue) und einen Bereich Ausbildung. 

## Aufgaben

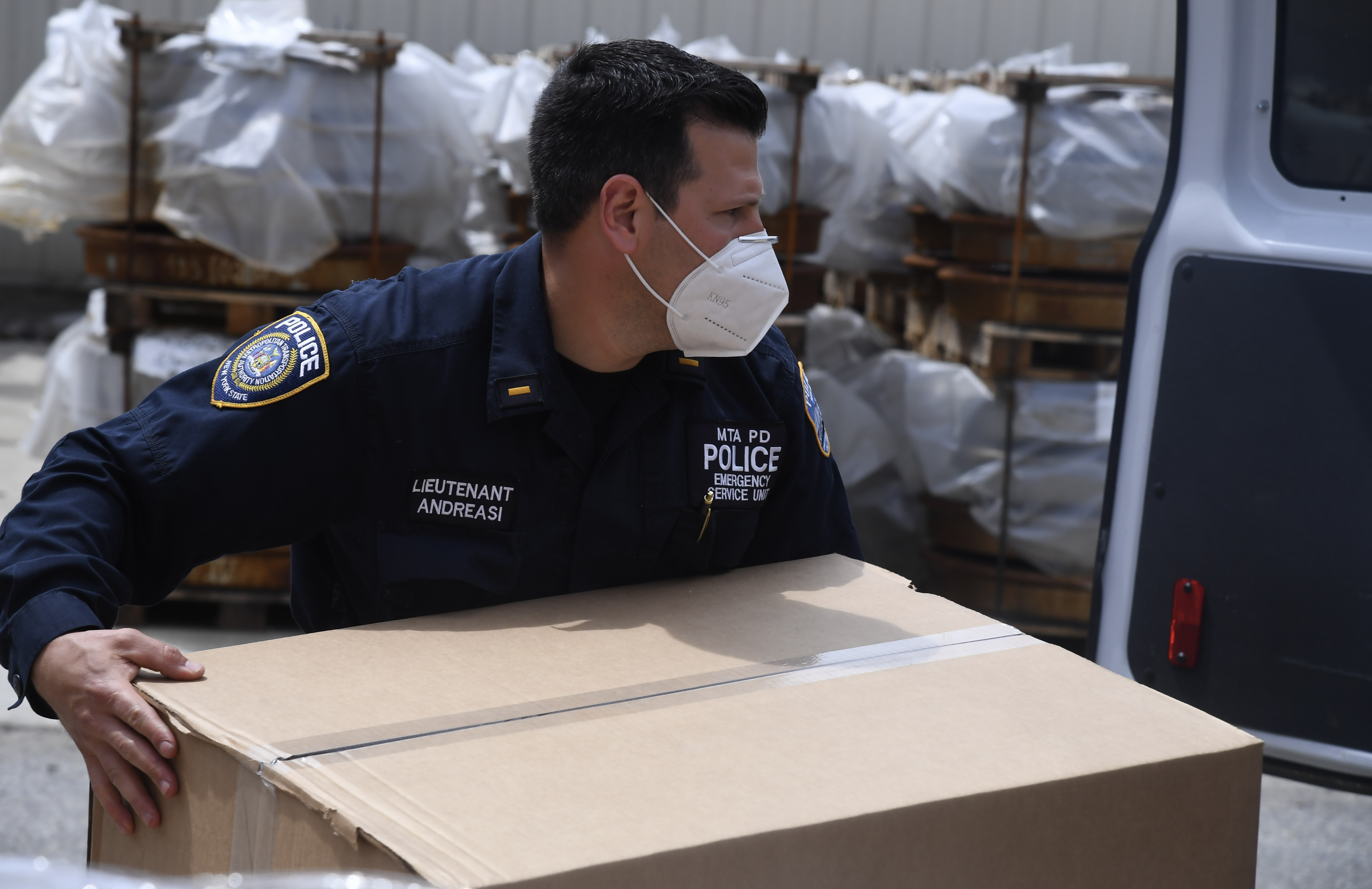
Polizist der ESU der Metropolitan Transportation Authority leistet logistische Unterstützung in New York (2020)

Während die Canine Unit (K9 Unit) mit Diensthunden bei der Suche nach vermissten Personen, flüchtigen Straftätern oder versteckten Drogen Unterstützung bietet, stellt der taktische Teil des ESU das Pendant zu den SWAT-Einheiten anderer Bundesstaaten dar. In dieser Einheit finden sich denn auch die bestausgebildeten Beamten des  New York City Police Departments.

## Organisationen

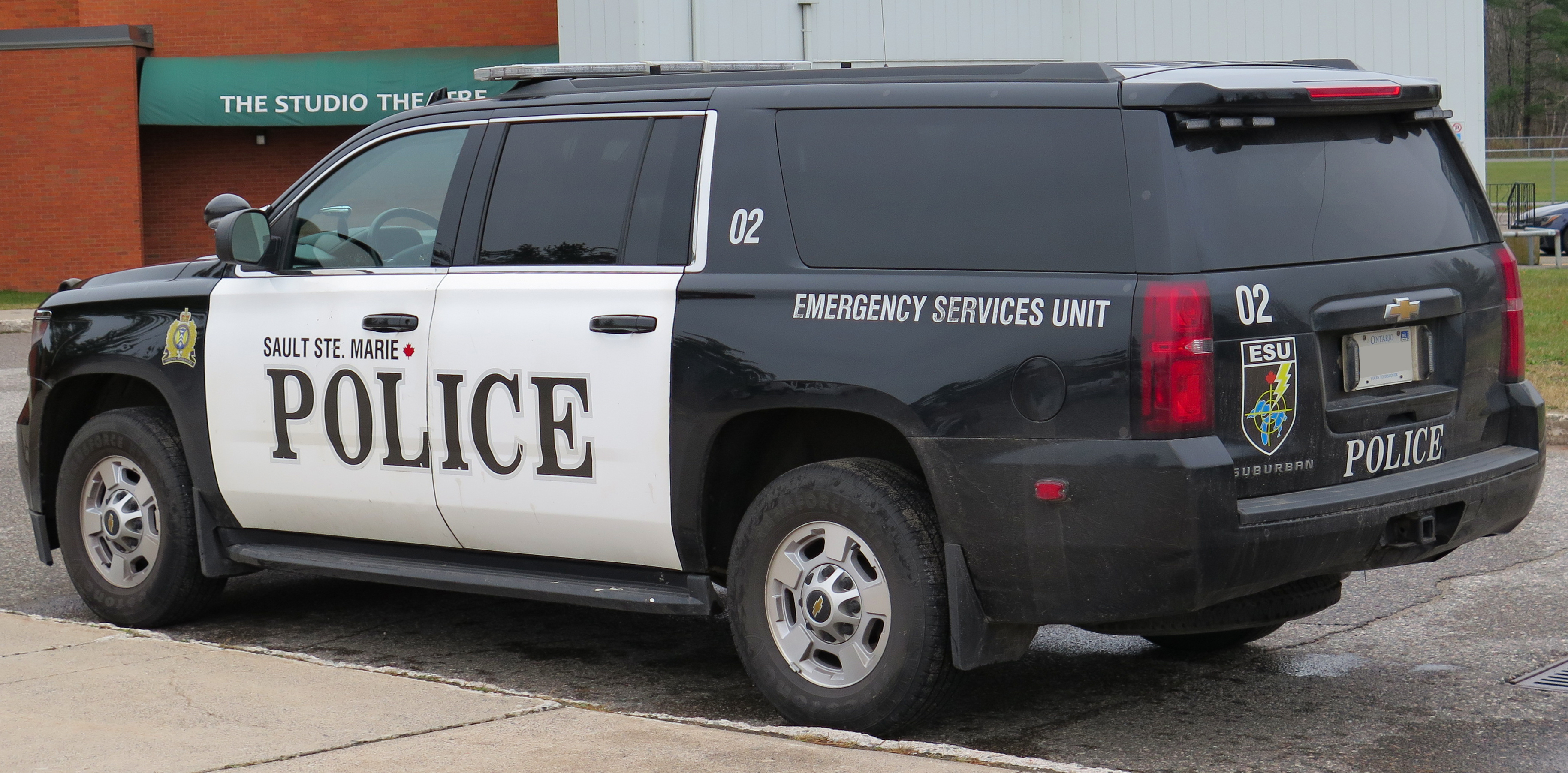
Fahrzeug der Emergency Services Unit der Polizei Sault Ste. Marie (Ontario)

Das größte (500 Mitarbeiter) ESU besteht beim New York Police Department (NYPD). In der Port Authority of New York and New Jersey Police Department gibt es seit 1983 eine Emergency Services Unit. Die Bahnpolizei der New Yorker Metropolitan Transportation Authority hat seit den 2000er Jahren eine ESU.
Weitere ESU sind Los Angeles County Sheriff-ESD, Yonkers Police ESU, Fairfield, NJ Police-ESU, Burlington, NJ Police, Union County, NJ Police-ESU, Kaufman County-ESU, Larimer County Sheriff-ESU, Hopewell Township-ESU, Austin-Travis Co. EMS-ESU, Edison EMS Emergency Services Unit, New Hampshire Health Emergency Services Unit und Los Angeles County Sheriff-ESD.